# 恩吉利國際機場
恩吉利國際機場（法語：Aéroport international de Ndjili）是一座服務剛果民主共和國首都金沙薩的機場，是该國最大的機場。合瓦博拉航空和溫比殿華航空都作比為樞紐機場。
現時，機場当局建議重建和現代化更新建築物，因為機場設施和建築物已經使用了50年。機場設施也很少進行維修和升級，而那些設施都是由比利時人於殖民時代建造的。但機場提供了無線上網熱點，另外旅客搭機離境時會被收取 55.00 美元購買所謂的 Go-Pass，才能離境。

## 定期客运航班
| 航空公司                       | 目的地 |
| ------------------------------ | --- |
| 泛非航空                       | 的黎波里 |
| 法國航空                       | 巴黎-戴高樂 |
| 馬里航空                       | 阿比讓，巴馬科 |
| 貝寧高爾夫航空                 | 科托努，黑角 |
| 布魯塞爾航空                   | 布魯塞爾 |
| 非洲航空                       | 戈馬，卡南加，金杜，基桑加尼，盧本巴希，姆班達卡，姆布吉馬伊                                                           |
| 剛果快運航空                   | 盧本巴希，姆布吉馬伊                                                                                                   |
| 埃塞俄比亞航空                 | 亞的斯亞貝巴，布拉柴維爾                                                                                               |
| 由埃塞俄比亞航空營運的ASKY航空 | 杜阿拉，拉各斯，洛美                                                                                                   |
| 合瓦博拉航空                   | 布拉柴維爾，杜阿拉，蓋梅納，戈馬，約翰內斯堡，卡南加，基桑加尼，科盧韋齊，拉各斯，洛美，盧本巴希，姆班達卡，姆布吉馬伊 |
| 肯尼亞航空                     | 內羅畢 |
| 摩洛哥皇家航空                 | 卡薩布蘭卡，杜阿拉 |
| 盧旺達航空                     | 基加利 |
| 南非航空                       | 約翰內斯堡 |
| TAAG安哥拉航空                 | 羅安達 |
| 溫比殿華航空                   | 巴多利特，蓋梅納，戈馬，伊西羅，約翰內斯堡，卡南加，金杜，基桑加尼，盧本巴希，姆班達卡，姆布吉馬伊                     |

### 貨運
| 航空公司       | 目的地       |
| -------------- | ------------ |
| Avient航空     | 沙迦         |
| 埃塞俄比亞航空 | 亞的斯亞貝巴 |

## 事故和意外

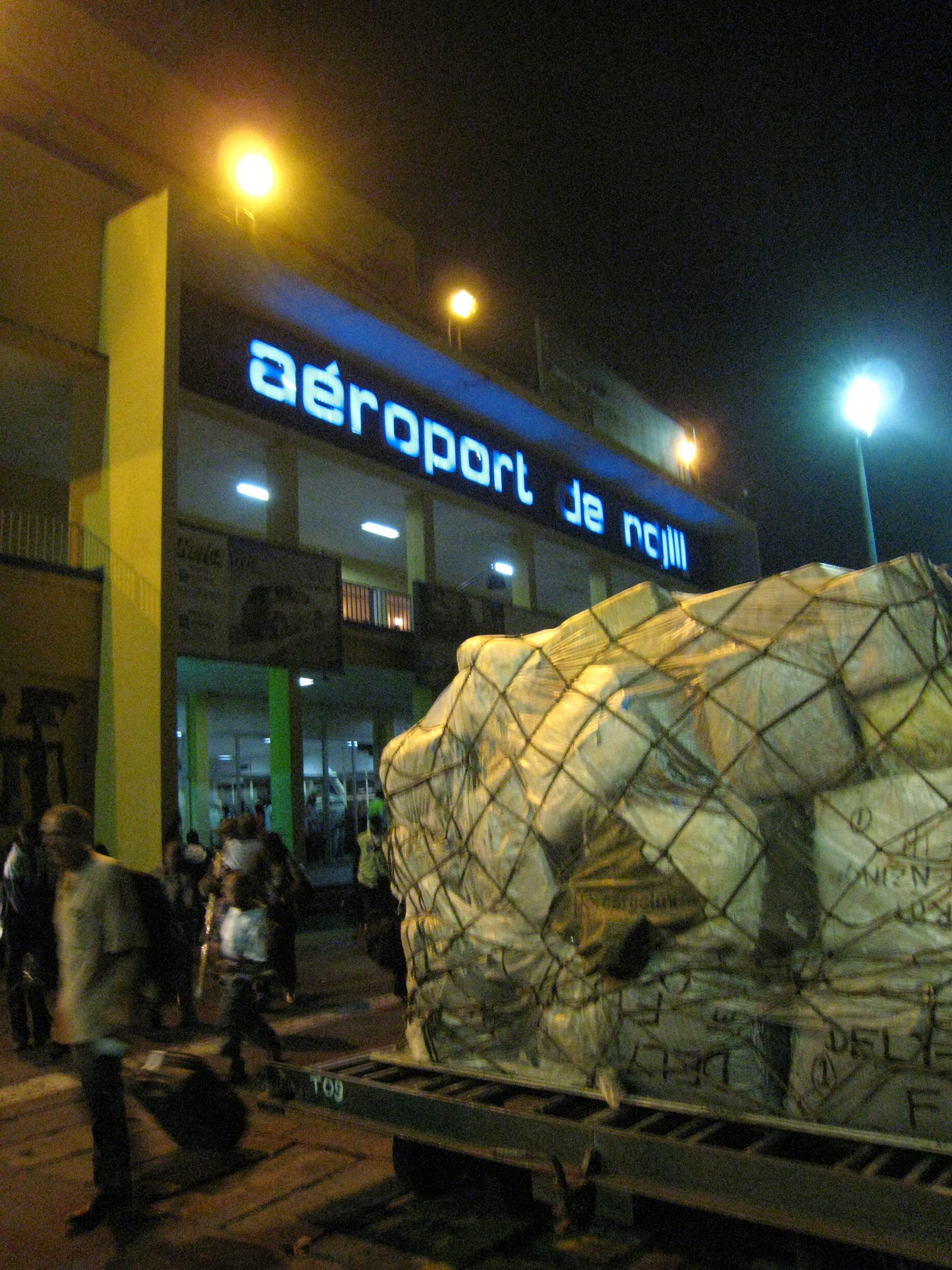
恩吉利國際機場的晚上

- 在1984年8月28日，一架扎伊爾航空的維克斯子爵型客機（機身編號：9Q-CPD）在機場起飛後墜毀[2]。
- 在1997年4月15日，一架道格拉斯DC-3在恩吉利國際機場內劫機。大約有六至八名劫機者[3]。
- 在2007年10月4日，一架非洲一航空的安-26型飛機（機身編號：9Q-COS）在機場起飛後墜毀，51死30受傷。
- 在2010年1月2日，一架非洲航空的波音 727-231F型飛機（機身編號：9Q-CAA）在機場降落後飛機嚴重損毀[4]。
- 在2011年4月4日，一架格魯吉亞航空的龐巴迪 CRJ-100ER型飛機（機身編號：4L-GAE）在執行航班號為834聯合國的任務时，由基桑加尼邦戈卡國際機場前往金沙薩途中，因无法找到跑道而墜毀。1人生还，29位乘客和4位機員死亡。當時機場的天氣有暴雨、雷暴，能見度低[5]。

## 外部連結
- 在大圆制图人（Great Circle Mapper）上的FZAA机场信息 （来源：DAFIF 2006年10月生效）.
- 世界航空数据库中的FZAA机场数据，数据截止日期：2006年10月。來源：DAFIF.